# Gösta Dunker
Gösta Dunker (ur. 16 września 1905 w Sandviken, zm. 5 czerwca 1973) – szwedzki piłkarz, grający na pozycji napastnika.

## Kariera klubowa
Podczas kariery piłkarskiej Gösta Dunker występował w Sandvikens IF.

## Kariera reprezentacyjna
W reprezentacji Szwecji Dunker zadebiutował 29 lipca 1928 przegranym 2-3 towarzyskim meczu z Austrią. W 1934 József Nagy, ówczesny selekcjoner reprezentacji Szwecji powołał Dunkera na mistrzostwa świata. Na turnieju we Włoszech wystąpił w obu meczach Szwecji z Argentyną i Niemcami, który był jego ostatnim meczem w reprezentacji. W tym w 82 min. zdobył honorową bramkę dla Trzech koron. W latach 1928–1934 rozegrał w reprezentacji 15 spotkań, w których zdobył 4 bramki.
| Mecze i gole w reprezentacji | Mecze i gole w reprezentacji | Mecze i gole w reprezentacji | Mecze i gole w reprezentacji | Mecze i gole w reprezentacji | Mecze i gole w reprezentacji | Mecze i gole w reprezentacji |
| #                            | Data                         | Miasto                       | Przeciwnik                   | Gol                          | Wynik                        |                              |
| ---------------------------- | ---------------------------- | ---------------------------- | ---------------------------- | ---------------------------- | ---------------------------- | ---------------------------- |
| 1.                           | 29.07.1928                   | Sztokholm                    | Austria                      |                              | 2:3                          | towarzyski                   |
| 2.                           | 18.07.1930                   | Tallinn                      | Estonia                      |                              | 5:1                          | towarzyski                   |
| 3.                           | 22.07.1930                   | Ryga                         | Łotwa                        | Gol                          | 5:0                          | towarzyski                   |
| 4.                           | 28.09.1930                   | Helsinki                     | Finlandia                    |                              | 4:4                          | Puchar Nordycki              |
| 5.                           | 08.07.1931                   | Sandviken                    | Estonia                      |                              | 3:1                          | towarzyski                   |
| 6.                           | 12.06.1932                   | Sztokholm                    | Belgia                       |                              | 3:1                          | towarzyski                   |
| 7.                           | 19.06.1932                   | Kopenhaga                    | Dania                        |                              | 1:3                          | Puchar Nordycki              |
| 8.                           | 01.07.1932                   | Göteborg                     | Norwegia                     |                              | 1:4                          | Puchar Nordycki              |
| 9.                           | 10.07.1932                   | Warszawa                     | Polska                       |                              | 0:2                          | towarzyski                   |
| 10.                          | 13.07.1932                   | Ryga                         | Łotwa                        |                              | 0:0                          | towarzyski                   |
| 11.                          | 15.07.1932                   | Tallinn                      | Estonia                      | Gol                          | 2:0                          | towarzyski                   |
| 12.                          | 25.09.1932                   | Sztokholm                    | Litwa                        |                              | 8:1                          | towarzyski                   |
| 13.                          | 24.09.1933                   | Oslo                         | Norwegia                     | Gol                          | 1:0                          | Puchar Nordycki              |
| 14.                          | 27.05.1934                   | Bolonia                      | Argentyna                    |                              | 3:2                          | Mundial 1934                 |
| 15.                          | 31.05.1934                   | Mediolan                     | III Rzesza                   | Gol                          | 1:2                          | Mundial 1934                 |